# Furka-hágó

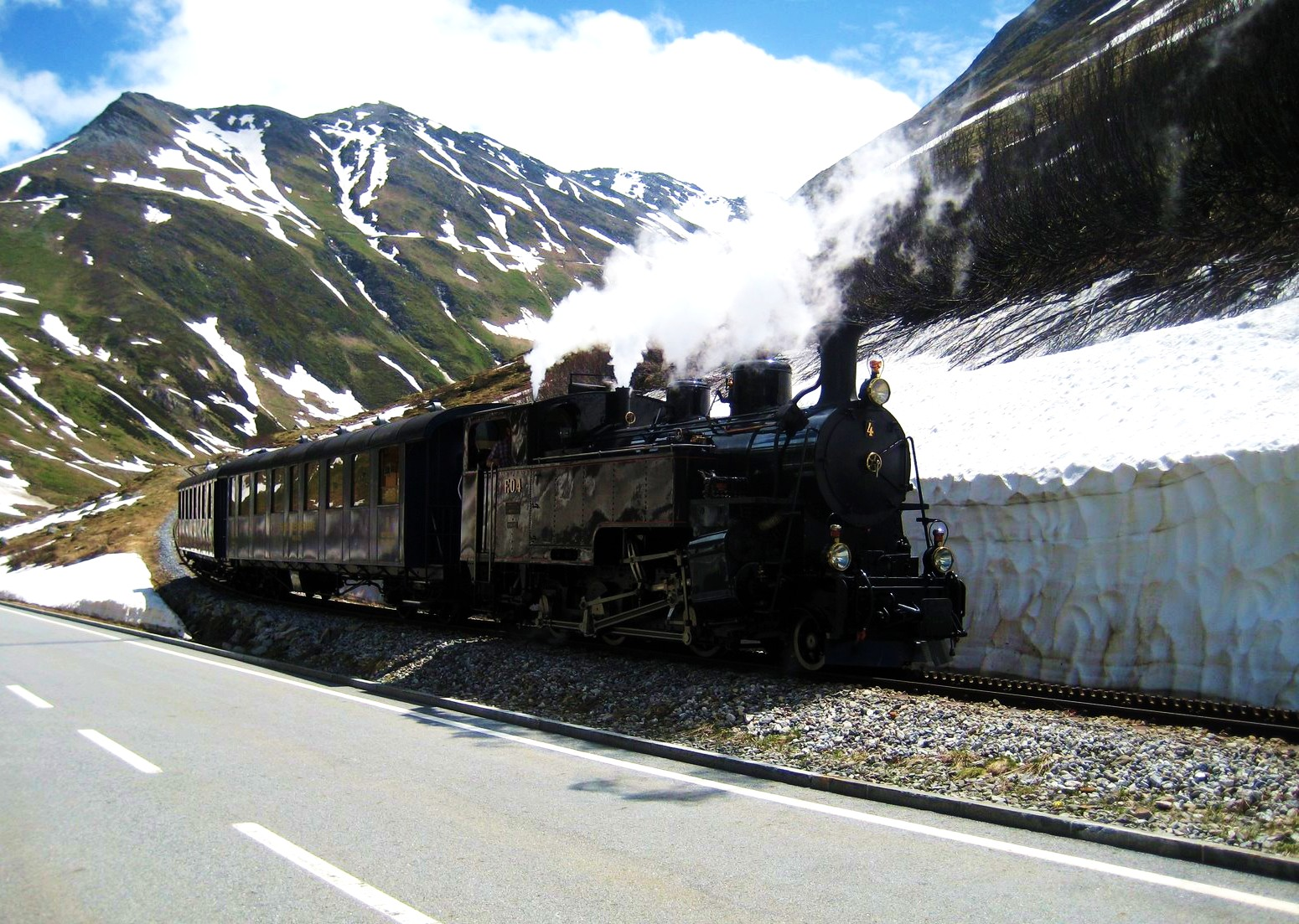
A Dampfbahn Furka-Bergstrecke AG gőzmozdonya

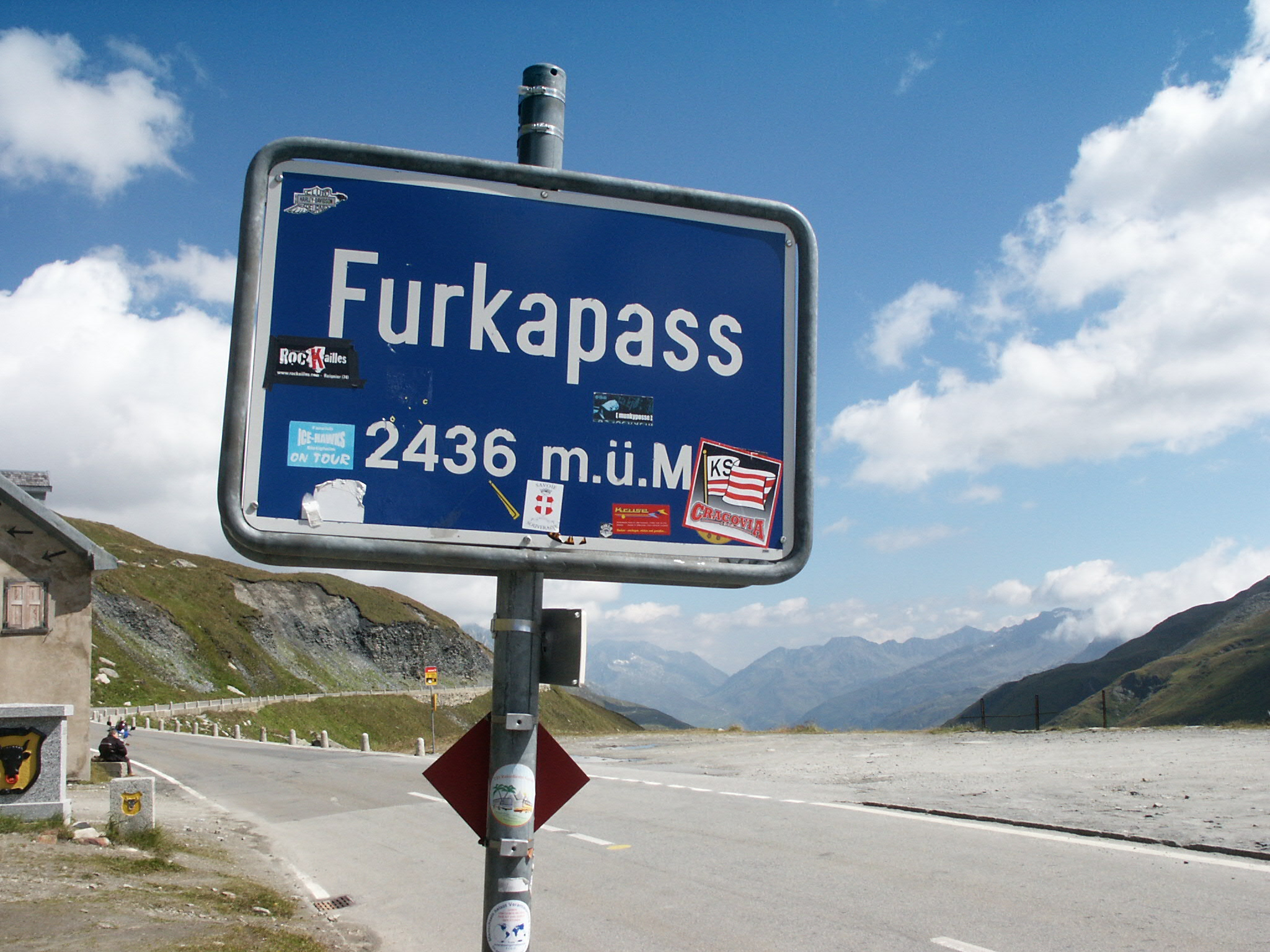
Furka-hágó, 2436 méter

A Furka-hágó (németül: Furkapass) a svájci Uri kantonban található Urseren-völgyet (a Reuss felső völgye) köti össze a Wallis kantonban lévő gomsi körzettel 2 436 méter tengerszint feletti magasságban. Rajta keresztül halad az európai fő vízválasztó vonal.
A hágót átszeli a Furka vasúti alagút: télen, amikor a hágót, járhatatlansága miatt lezárják, Realp (Uri kanton) és Oberwald (Wallis kanton) között lehetőség van a járművek vasúton történő szállítására, így egész évben biztosított az átkelés.
1981-ig a Furka-Oberalp-vasút egy télen nem használható fogaskerekű vonalon és egy alagúton 2 100 méter magason szelte át a Furka-hágót. Amikor elkészült a mai vasúti alagút a hegyi útvonalat bezárták és teljesen meg akarták szüntetni, de a vasút kedvelői megakadályozták azt. A Dampfbahn Furka-Bergstrecke AG 1992 óta múzeumi vasútként üzemelteti a részben - Realp – Gletsch között – gőzmozdonyokkal járható vonalat. A teljes szakasz megnyitását (Oberwaldig) 2010 nyarára tervezték.

## Történelem
Nem bizonyított dolog, hogy a Furka-hágót a római kor előtt is használták-e. Miután Wallis a Római Birodalom része lett (i.e. 15) a Rhône–völgy kb. i.sz. 100-ig a raetiai tartományhoz tartozott, Furka és Oberalp fontos nyugat-keleti összekötő települések voltak az Alpokban. A korai középkorban a Furka-hágó a churi és sitteni püspökségek közötti határvonal szerepét töltötte be. Az Urseren-völgy (Furka-hágó Uri kantonban lévő oldala) a 8. századtól a disentisi apátsághoz tartozott, elsősorban Graubündenből települtek ide emberek, az érett középkortól rétorománok lakták. A 12-14. században walser népcsoportok elhagyták a felső Rhone-völgyet, ahol kb. 1000 óta laktak és hosszú vándorútra indultak a világ minden irányába, de elsősorban kelet felé. Így jutottak el vándorlásuk során a Furka-hágón át az Urseren-völgybe és onnan tovább Oberalpon keresztül Graubündenbe. A disentisi konvent már 1213-ban nagy részben walserekből állt és a kolostori szolgálók, illetve intézők is Wallisból származtak. Az évek során kialakult sokrétű kapcsolatot Wallis, az Urseren-völgy és Disentis között többek között élénk kereskedelem és személyi forgalom jellemezte. Wallisba elsősorban sót szállítottak, Wallisból pedig gabonát, bort és szőrméket exportáltak. A Funka-hágón át történő forgalom Belső-Svájc számára főleg a nehezebb időkben, például háború idején kereskedelmi embargó kivetése alkalmával volt fontos.
Az útfenntartás részben a münsteri egyházközösség, részben az Urseren-völgy feladata volt. Egy-két kisebb faluban (Obergesteln, Zum Loch, ideiglenesen Oberwald, illetve Andermatt) vámállomások ellenőrizték a kereskedelmi forgalmat. 
1863‑1866 között a Furka-hágót Oberwaldtól Hospentálig Uri és Wallis kantonok közösen építették ki járművel is járható úttá. Az akkori államszövetség a költségek kétharmadát fedezte, mivel az út katonailag fontos területen feküdt. Az átkelő legmagasabb pontjának megerősítésére a századforduló során került sor.
1867 és 1920 között postakocsik közlekedtek a hágón, azóta postaautókat alkalmaznak. A forgalom folyamatosan nőtt: 1830-ban Gletsch-ben megnyílt az első vendégfogadó, 1856-tól pedig tovább bővült a hotelek és éttermek száma. 1930-ban 600 férőhely állt a turisták rendelkezésére Gletsch és Realp között. 
1907/1908-ban a szövetségi tanács hivatalosan elrendelte és engedélyezte egy vasútvonal (Brig-Gletsch-Disentis) kiépítését. 1915-ben Gletschig elkészült a vasút, de 1916-ban anyagi okok miatt le kellett állítani a munkálatokat, a vállalkozás 1923-ban csődbe ment. Az 1925-ben alapított Furka-Oberalp-Bahn fejezte be a vasút építését és végül 1926-ban elindulhatott a forgalon Disentisig. Az 1982-ben megnyílt Furka-vasúti alagút lehetővé tette, hogy a vasút egész évben működjön.